# Еластичність попиту

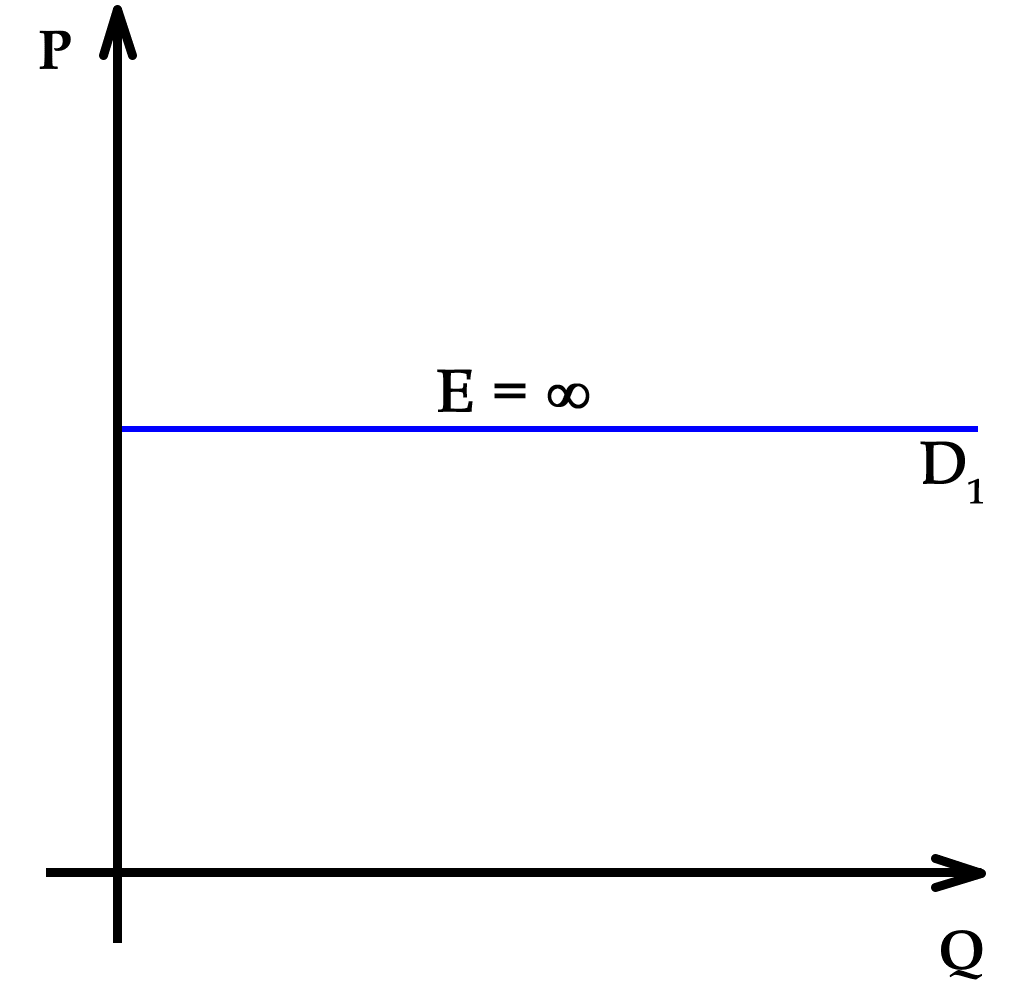
Еластичний попит

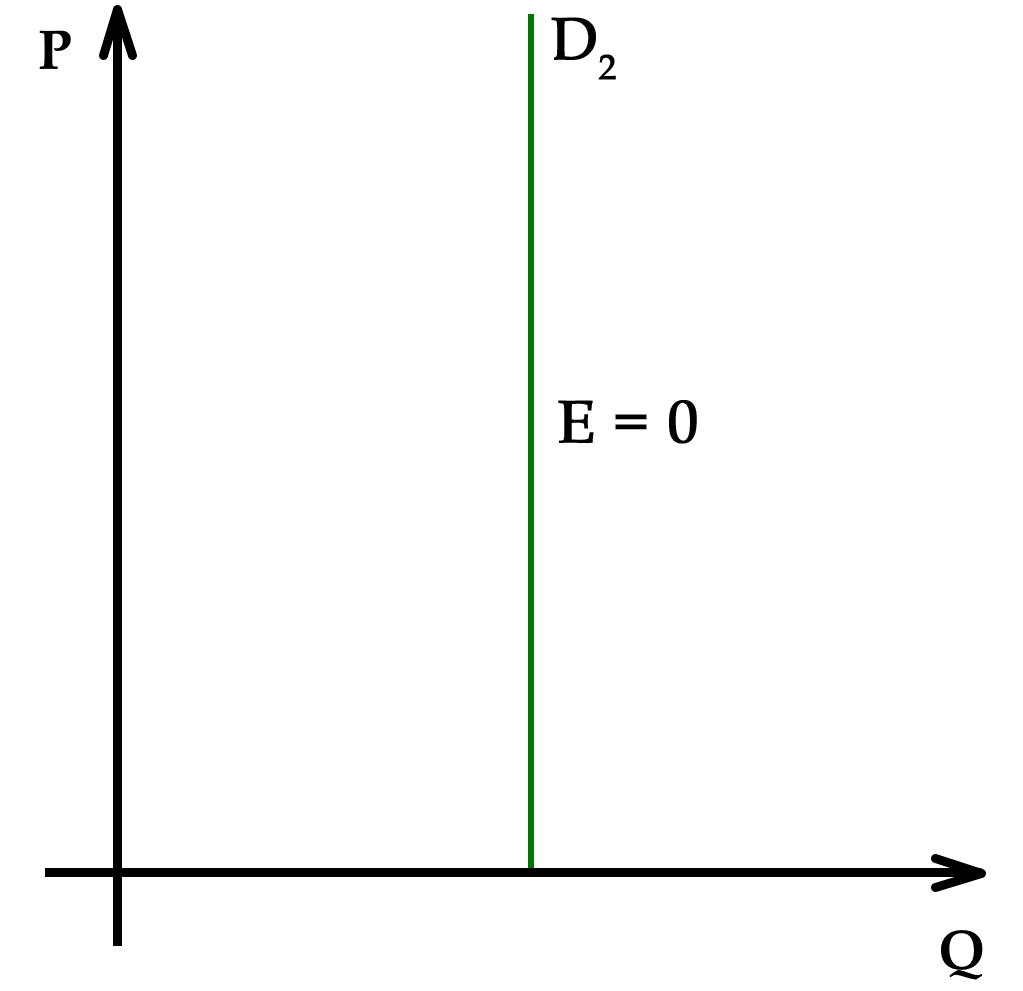
Нееластичний попит

Еластичність попиту дозволяє майже точно виміряти ступінь реакції покупця на зміну цін, рівня доходів чи інших факторів. Розраховується через коефіцієнт еластичності. Показує відношення зміни значення функції Y в розрахунку на одиницю відносної зміни аргументу Х. Незалежні змінні: 1) ціна даного товару 2) ціни всіх інших товарів 3) доходи.

## Види еластичності
Розрізняють еластичність попиту за ціною, еластичність попиту за доходом, а також перехресну еластичність за ціною 2-х товарів.

### Еластичність попиту за ціною
Еластичність попиту за ціною показує, на скільки відсотків зміниться величина попиту при зміні ціни на 1 %.
На еластичність попиту за ціною впливають такі фактори:
- Наявність товарів-конкурентів або товарів-замінників (чим їх більше, тим більше можливість знайти заміну товару, що подорожчав, тобто вище еластичність);
- Помітна для покупця зміна рівня цін (різкі і помітні зміни цін призводять до збільшення еластичності попиту на товар);
- Сучасність і обізнаність покупців про ринок цікавих товарів (чим більше покупець розбирається в тій чи іншій сфері, товарів що цікавлять, тим вище еластичність);
- Фактор часу (чим більше у споживача часу на вибір товару і обдумування — тим вище еластичність);
- Питома вага товару у витратах споживача (чим більша частка ціни товару у витратах споживача, тим вища еластичність).

На еластичність попиту впливають терміни зберігання і особливості виробництва. Досконала еластичність попиту характерна для товарів в умовах досконалого ринку, де ніхто не може вплинути на його ціну, отже, вона залишається незмінною. Для переважної більшості товарів залежність між ціною і попитом зворотна, тобто коефіцієнт виходить негативним. Мінус зазвичай прийнято опускати і оцінка проводиться по модулю. Проте зустрічаються випадки, коли коефіцієнт еластичності попиту виявляється позитивним — наприклад, це характерно для товарів Гіффена. Істотно також і те, підвищується або знижується ціна: еластичність при цьому може відрізнятися.
Товари з еластичним попитом за ціною:
- Предмети розкоші: коштовності, делікатеси
- Товари, вартість яких відчутна для сімейного бюджету: меблі, побутова техніка
- Легкозамінні товари: м'ясо, фрукти

Товари з нееластичним попитом за ціною:
- Предмети першої необхідності: ліки, взуття, електрика та інші джерела енергії
- Товари, вартість яких незначна для сімейного бюджету: олівці, зубні щітки
- Важкозамінні товари: хліб, електричні лампочки, бензин

#### Точкова еластичність попиту за ціною
Точкова еластичність попиту за ціною розраховується за такою формулою:
{\displaystyle E_{P}^{D}={\frac {\Delta Q/Q}{\Delta P/P}},}
де верхній індекс {\displaystyle D} означає, що це еластичність попиту, а нижній індекс {\displaystyle p} говорить про те, що це еластичність попиту за ціною (від англ. Demand — попит і Price — ціна; Quantity — кількість, величина <продажів>). Тобто еластичність попиту за ціною показує ступінь зміни попиту у відповідь на зміну ціни на товар. Значення звичайне виходить негативним, оскільки, як випливає з закону попиту, зі зростанням ціни попит на товар зменшується.
Залежно від цих показників розрізняють:
| Абсолютно нееластичний попит | {\displaystyle E_{P}^{D}=0}           | попит не змінюється при зміні ціни: товари першої необхідності                                                                |
| Нееластичний попит           | {\displaystyle -1<E_{P}^{D}<0}        | попит змінюється менше, ніж ціна: товари повсякденного попиту або які не мають заміни                                         |
| Одинична еластичність попиту | {\displaystyle E_{P}^{D}=-1}          | попит змінюється пропорційно ціні (в протилежних напрямках)                                                                   |
| Еластичний попит             | {\displaystyle -\infty <E_{P}^{D}<-1} | попит змінюється більше, ніж ціна: товари мають заміну або не грають важливої ролі для споживача                              |
| Абсолютно еластичний попит   | {\displaystyle E_{P}^{D}=-\infty }    | попит змінюється на кінцеву величину при нескінченно малій зміні ціни: попит дуже залежний навіть від незначних коливань ціни |

#### Дугова еластичність попиту за ціною
У випадках, коли зміна ціни та/або попиту значні (понад 5 %), прийнято розраховувати дугову еластичність попиту:
{\displaystyle E_{P}^{D}={\frac {\Delta Q/{\overline {Q}}}{\Delta P/{\overline {P}}}},}
де {\displaystyle {\overline {Q}}} і {\displaystyle {\overline {P}}} - середні значення відповідних величин. 
Тобто, при зміні ціни від {\displaystyle P_{1}} до {\displaystyle P_{2}} та обсягу попиту з {\displaystyle Q_{1}} до {\displaystyle Q_{2}}, середнє значення ціни становитиме {\displaystyle {\overline {P}}={\tfrac {P_{1}+P_{2}}{2}}}, а середнє значення попиту {\displaystyle {\overline {Q}}={\tfrac {Q_{1}+Q_{2}}{2}}}

### Еластичність попиту за доходом
Еластичність попиту за доходом показує, на скільки відсотків зміниться величина попиту при зміні доходу на 1 %.
Вона залежить від наступних факторів:
- Вартість товару відносно бюджету родини.
- Чи є товар предметом розкоші або предметом першої необхідності.
- Консерватизм у смаках.

Вимірявши еластичність попиту по доходу, можна визначити, чи відноситься даний товар до категорії нормальних або малоцінних.
Основна маса споживаних товарів відноситься до категорії нормальних. Зі зростанням доходів ми більше купуємо одяг, взуття, високоякісні продукти харчування, товари тривалого користування.
Є товари, попит на які обернено пропорційний доходам споживачів. До них відносяться: вся продукція секонд-хенд і деякі види продовольства (дешева ковбаса, приправа).
Математично еластичність попиту  за доходом може бути виражена наступним чином:
{\displaystyle E_{I}^{D}={\frac {\Delta Q/Q}{\Delta I/I}},}
де верхній індекс {\displaystyle D} означає, що це еластичність попиту, а нижній індекс {\displaystyle I} говорить про те, що це еластичність попиту  за доходом (від англійських слів Demand — попит і Income — дохід). Тобто еластичність попиту за доходом показує ступінь зміни попиту у відповідь на зміну доходів споживачів.
Залежно від властивостей благ еластичність попиту на ці блага  за доходом може бути різною. Класифікація благ за значеннями {\displaystyle E} наведена в наступній таблиці:
| Нормальне (повноцінне) благо | {\displaystyle E_{I}^{D}>0}   | Обсяг попиту збільшується при збільшенні доходу споживача. |
| Предмет розкоші              | {\displaystyle E_{I}^{D}>1}   | Обсяг попиту змінюється на більший відсоток, ніж дохід. |
| Товар першої необхідності    | {\displaystyle 0<E_{I}^{D}<1} | Обсяг попиту змінюється на менший відсоток, ніж дохід. Тобто при збільшенні доходу в певне число разів попит на заданий товар збільшиться в менше число разів. |
| Неповноцінне (нижче) благо   | {\displaystyle E_{I}^{D}<0}   | Обсяг попиту падає при збільшенні доходу споживача. Прикладом може служити ринок споживання перловки.                                                          |
| Нейтральне благо             | {\displaystyle E_{I}^{D}=0}   | Немає прямої залежності між споживанням цього блага і зміною доходу.                                                                                           |

Окремо потрібно відзначити, що і предмети розкоші, і товари першої необхідності є нормальними (повноцінними) благами, оскільки умова {\displaystyle E_{I}^{D}>0} містить обидві умови, і {\displaystyle E_{I}^{D}>1}, і {\displaystyle 0<E_{I}^{D}<1}.

### Перехресна еластичність попиту
Це відношення процентної зміни попиту на один товар до процентної зміни ціни на який-небудь інший товар. Позитивне значення величини означає, що ці товари є взаємозамінними (субститут); від'ємне значення показує, що вони взаємодоповнюючі (комплемент):
{\displaystyle E_{XY}^{D}={\frac {\Delta Q_{X}/Q_{X}}{\Delta P_{Y}/P_{Y}}},}
де верхній індекс {\displaystyle D} означає, що це еластичність попиту, а нижній індекс {\displaystyle XY} говорить про те, що це перехресна еластичність попиту, де під {\displaystyle X} і {\displaystyle Y} маються на увазі якісь два товари. Тобто перехресна еластичність попиту показує ступінь зміни попиту на один товар ({\displaystyle X}) у відповідь на зміну ціни іншого товару ({\displaystyle Y}).
Залежно від значень, прийнятих змінною {\displaystyle E}, розрізняють такі зв'язки між товарами {\displaystyle X} і {\displaystyle Y}:
| Товари субститути                | {\displaystyle E_{XY}^{D}>0} | Споживачі теоретично можуть замінити споживання товару {\displaystyle X} на споживання товару {\displaystyle Y}. Наприклад, дві марки прального порошку.                                      |
| Комплементарні блага             | {\displaystyle E_{XY}^{D}<0} | Споживачі теоретично не можуть змінити споживання товару {\displaystyle X} без зміни в ту ж сторону споживання товару {\displaystyle Y}. Гарний приклад — це ноутбуки та комплектуючі до них. |
| Незалежні один від одного товари | {\displaystyle E_{XY}^{D}=0} | Зміна ціни товару {\displaystyle Y} ніяк не впливає на споживання товару {\displaystyle X}.                                                                                                   |